# 3Live Kru
Les 3Live Kru est un clan de lutteurs professionnels (catcheurs) ayant existé à la Total Nonstop Action Wrestling (TNA) de juillet 2003 à décembre 2005. Les 3Live Kru est au départ composé de Ron « The Truth » Killings, Konnan et de B.G. James. Chacun des trois membres incarne un cliché de sa communauté : Killings est un afro-américain, Konnan un latino-américain et B.G. James un blanc. En novembre 2005 Kip James s'allie au groupe formant les 4Live Kru avant de dissoudre l'équipe un mois plus tard à Turning Point.

## Total Nonstop Action Wrestling

### Formation de l'équipe et premier règne de champion par équipe (2003-2004)
Le 3 mai 2003, Konnan et Ron Killings remportent leur premier match par équipe face à Jay Freeze et Brandon P. Le 18 juin, B.G. James les rejoint dans un segment d'interview puis au cours du mois de juillet ils apparaissent ensemble dans d'autres segment où ils se moquent des autres catcheurs,. Ils commencent à lutter ensemble le 13 août où ils l'emportent sur Devon Storm, Sinn et Vampire Warrior. Deux semaines plus tard, le clan retrouve Sinn qui s'est allié avec Slash et Shane Douglas mais leur affrontement s'est conclu sans déterminer de vainqueur après que CM Punk et Julio Deniro ont attaqué Sinn, Slash et Douglas. Le 17 septembre, Killings et James deviennent challenger pour le championnat du monde par équipe de la National Wrestling Alliance (NWA) après leur victoire sur Slash et Sinn, America's Most Wanted (Chris Harris et James Storm) et Kid Kash et Abyss où Killings fait le tombé sur Kash après une intervention de Terry Taylor. La semaine suivante, le trio perd leur match de championnat face à David Young, Glen Gilberti et Simon Diamond (en), ce dernier étant le champion par équipe son partenaire Johnny Swinger.
Killings et James obtiennent un nouveau match pour le championnat le 12 novembre après avoir remporté un Gauntlet for the Gold par équipe. La semaine suivante, leur match de championnat face à Simon Diamond et Johnny Swinger se conclut sur un double tombé et le titre est déclaré vacant,. Finalement les 3Live Kru deviennent champion du monde par équipe de la NWA après leur victoire sur Diamond, Swinger et Glen Gilberti ; en fin de match America's Most Wanted est intervenu pour empêcher la victoire de Diamond, Swinger et Gilberti à la suite de l'intervention de David Young (en).